# Ōza 1991
L'Ōza 1991 è stata la trentanovesima edizione del torneo goistico giapponese Ōza.

## Svolgimento

### Fase preliminare
La fase preliminare serve a determinare chi accede al torneo per la selezione dello sfidante. Consiste in una serie di tornei preliminari iniziali, i cui vincitori si qualificano al torneo per la determinazione dello sfidante.
- W indica vittoria col bianco
- B indica vittoria col nero
- X indica la sconfitta
- +R indica che la partita si è conclusa per abbandono
- +N indica lo scarto dei punti a fine partita
- +F indica la vittoria per forfeit
- +T indica la vittoria per timeout
- +? indica una vittoria con scarto sconosciuto
- V indica una vittoria in cui non si conosce scarto e colore del giocatore

|  | Primo turno       | Primo turno       | Primo turno |  |  | Secondo turno     | Secondo turno     | Secondo turno     |       |                 | Semifinali      | Semifinali      | Semifinali |  |  | Finale | Finale | Finale |
|  |                   |                   |             |  |  |                   |                   |                   |       |                 |                 |                 |            |  |  |        |        |        |
|  | Seido Ota         | Seido Ota         | B+9,5       |  |  |                   |                   |                   |       |                 |                 |                 |            |  |  |        |        |        |
|  | Tadashi Kanashima | Tadashi Kanashima |             |  |  | Seido Ota         | Seido Ota         |                   |       |                 |                 |                 |            |  |  |        |        |        |
|  | Eio Sakata        | Eio Sakata        |             |  |  | Satoshi Kataoka   | Satoshi Kataoka   | W+R               |       |                 |                 |                 |            |  |  |        |        |        |
|  | Satoshi Kataoka   | Satoshi Kataoka   | W+3,5       |  |  |                   |                   |                   |       | Satoshi Kataoka | Satoshi Kataoka | B+5,5           |            |  |  |        |        |        |
|  | Kōichi Kobayashi  | Kōichi Kobayashi  | B+19,5      |  |  |                   | Kōichi Kobayashi  | Kōichi Kobayashi  |       |                 |                 |                 |            |  |  |        |        |        |
|  | Rin Kaiho         | Rin Kaiho         |             |  |  | Kōichi Kobayashi  | Kōichi Kobayashi  | B+R               |       |                 |                 |                 |            |  |  |        |        |        |
|  | Goro Miyazawa     | Goro Miyazawa     | B+R         |  |  | Goro Miyazawa     | Goro Miyazawa     |                   |       |                 |                 |                 |            |  |  |        |        |        |
|  | Masao Kato        | Masao Kato        |             |  |  |                   |                   |                   |       |                 | Satoshi Kataoka | Satoshi Kataoka |            |  |  |        |        |        |
|  | Cho Chikun        | Cho Chikun        | W+13,5      |  |  |                   | Hideyuki Fujisawa | Hideyuki Fujisawa | W+3,5 |                 |                 |                 |            |  |  |        |        |        |
|  | Hiroako Tono      | Hiroako Tono      |             |  |  | Cho Chikun        | Cho Chikun        |                   |       |                 |                 |                 |            |  |  |        |        |        |
|  | Shoji Hashimoto   | Shoji Hashimoto   | B+R         |  |  | Shoji Hashimoto   | Shoji Hashimoto   | W+1,5             |       |                 |                 |                 |            |  |  |        |        |        |
|  | Yoshio Ishida     | Yoshio Ishida     |             |  |  |                   |                   |                   |       | Shoji Hashimoto | Shoji Hashimoto |                 |            |  |  |        |        |        |
|  | Norimoto Yoda     | Norimoto Yoda     | B+R         |  |  |                   | Hideyuki Fujisawa | Hideyuki Fujisawa | W+7,5 |                 |                 |                 |            |  |  |        |        |        |
|  | Masaki Takemiya   | Masaki Takemiya   |             |  |  | Norimoto Yoda     | Norimoto Yoda     |                   |       |                 |                 |                 |            |  |  |        |        |        |
|  | Hideo Otake       | Hideo Otake       |             |  |  | Hideyuki Fujisawa | Hideyuki Fujisawa | W+4,5             |       |                 |                 |                 |            |  |  |        |        |        |
|  | Hideyuki Fujisawa | Hideyuki Fujisawa | B+3,5       |  |  |                   |                   |                   |       |                 |                 |                 |            |  |  |        |        |        |

### Finale
La finale è una sfida al meglio delle cinque partite.